# 111 (álbum de Pabllo Vittar)
111 es el tercer álbum de estudio de la cantante y drag queen brasileña Pabllo Vittar. Fue lanzado el 24 de marzo de 2020 a través de Sony Music. Vittar trabajó con los productores Maffalda, Rodrigo Gork, Pablo Bispo, Zebu, Enzo Di Carlo y Weber en el álbum. Musicalmente, es un disco pop, tecnobrega y pop latino.
111 presenta colaboraciones con Charli XCX, Ivete Sangalo, Thalía, Psirico y Jerry Smith. Fue precedido por tres sencillos, alcanzando su punto máximo dentro del top 10 de Spotify Brasil; "Tímida" alcanzó el número 13 en Billboard Latin Songs, mientras que la canción principal alcanzó el número 9 en Top 10 Streaming. El álbum recibió críticas positivas y negativas de los críticos, quienes elogiaron la composición transmitiendo éxitos de carnaval y baladas coming-of-age que representan la presencia LGBTQ+. Sin embargo, algunos comentaristas encontraron el álbum "pecados por la pequeña cantidad de pistas" e "saturado" en algunos lugares.

## Canciones
| 111 track listing |                                       |                  |          |  |
| N.º               | Título                                | Productores      | Duración |  |
| 1.                | «Parabéns» (with Psirico)             | Brabo Music Team | 2:16     |  |
| 2.                | «Tímida» (with Thalía)                | BMT              | 2:37     |  |
| 3.                | «Lovezinho» (featuring Ivete Sangalo) | BMT              | 2:18     |  |
| 4.                | «Amor de Que»                         | BMT              | 2:37     |  |
| 5.                | «Salvaje»                             | BMT              | 2:49     |  |
| 6.                | «Flash Pose» (featuring Charli XCX)   | BMT              | 2:32     |  |
| 7.                | «Clima Quente» (with Jerry Smith)     | BMT              | 2:20     |  |
| 8.                | «Ponte Perra»                         | BMT              | 2:13     |  |
| 9.                | «Rajadão»                             | BMT              | 2:37     |  |

## Certificación
El álbum obtuvo la certificación de Platino por más de 80 000 unidades vendidas.